# Jack Hendry (Fußballspieler, 1995)
Jack Hendry (* 7. Mai 1995 in Glasgow) ist ein schottischer Fußballspieler, der bei Al-Ettifaq unter Vertrag steht. Er ist schottischer Nationalspieler.

## Karriere

### Verein
Jack Hendry spielte in seiner Jugend bei Dundee United und Partick Thistle. Im Jahr 2015 absolvierte Hendry für Partick vier Ligaspiele, bevor er zu Wigan Athletic nach England wechselte. Nach seiner Verpflichtung wurde der damals 20-jährige Innenverteidiger an Shrewsbury Town in die dritte englische Liga verliehen. Später folgte eine Leihe zu Milton Keynes Dons. Ohne einen Einsatz für Wigan absolviert zu haben, wechselte er im Juli 2017 zurück nach Schottland und unterschrieb einen Vertrag beim FC Dundee. In Dundee wurde er Stammspieler und wechselte nach einem halben Jahr zu Celtic Glasgow. In Glasgow gewann er direkt die Schottische Meisterschaft.
Anfang Januar 2020 wurde eine Ausleihe zu Melbourne City FC vereinbart. Er bestritt zwei Spiele für Melbourne. Ab 7. Februar 2020 fiel er bis zur Unterbrechung der Saison infolge der COVID-19-Pandemie wegen eines Bänderrisses verletzt aus.
Mitte 2020 erfolgte eine erneute Ausleihe, diesmal für die Saison 2020/21 an den belgischen Erstdivisionär KV Ostende. Hendry bestritt für Ostende 30 von 40 möglichen Ligaspielen und schoss dabei zwei Tore. Im Juni 2021 wechselte er nach seiner Leihe gegen eine Ablösesumme dauerhaft nach Belgien.
Nachdem er die ersten sechs Spiele der neuen Saison für Ostende bestritten hatte, wechselte er Ende August kurz vor Ende des Transferfensters zum Ligakonkurrenten FC Brügge und unterschrieb dort einen Vertrag mit einer Laufzeit von vier Jahren. Insgesamt bestritt er in dieser Saison 23 von 34 möglichen Spielen, in denen er ein Tor schoss, sowie drei Pokal- und sechs Champions-League-Spiele für Brügge. In der Saison 2022/23 bestritt er zunächst eins von sechs möglichen Ligaspielen für Brügge.
Anfang September 2022 wurde er zum Aufsteiger in die italienische erste Liga US Cremonese ausgeliehen. Bis Ende Januar 2023 wurde er nur bei zwei von 14 möglichen Ligaspielen und vier Pokalspielen eingesetzt. Darauf einigten sich beide Vereine und der Spieler, die Ausleihe vorzeitig zu beenden. Hendry kehrte zum FC Brügge zurück. Nach seiner Rückkehr bestritt er 7 von 18 möglichen Ligaspielen für Brügge sowie ein Spiel in der Champions League. Von Anfang März bis Ende April 2023 fiel er wegen einer Verletzung des Beinbeugemuskels aus und bestritt zum Aufbau anschließend zwei Spiele in der U 23-Mannschaft, die in der Division 1B spielt.
Im Sommer 2023 wechselte er nach Saudi-Arabien zu Al-Ettifaq.

### Nationalmannschaft
Im März 2018 wurde Hendry in den Kader der Schottischen A-Nationalmannschaft berufen. Der neue Nationaltrainer Alex McLeish nominierte ihn für die Länderspiele gegen Costa Rica und Ungarn. Im Spiel gegen Ungarn am 27. März 2018 debütierte Hendry in der Nationalmannschaft.
Zur Fußball-Europameisterschaft 2021 wurde er in den schottischen Kader berufen, kam aber mit diesem nicht über die Gruppenphase hinaus. Er selbst spielte nur im ersten Gruppenspiel.

## Persönliches
An Hendry‘s 28. Geburtstag machten er und seine Freundin Robyn Keen bekannt, dass die beiden ihr erstes gemeinsames Kind erwarten.

## Erfolge
mit Celtic Glasgow
- Schottischer Meister: 2018
- Scottish League Cup: 2019

mit dem FC Brügge
- Belgischer Meister: 2021/22
- Gewinner belgischer Supercup: 2022 (nicht im Spieltagskader)